# عسلة معزية الأوراق
عسلة معزية الأوراق أو صريمة الجدى، زهر الآسي  أو سلطان الغابة أو سلطان الجبل أو أم الشعراء  (الاسم العلمي:Lonicera caprifolium)  هي نوع من النباتات يتبع جنس العسلة من الفصيلة المعزية الورق.